# Кэхилл, Томас Куинн
Томас Куинн Кэхилл (варианты написания фамилии — Кэххил и Каххил, англ. Thomas Quinn Cahill, 29 марта 1940 — 18 октября 2022) — американский ученый и писатель, известен благодаря серии книг «Петли истории» (The Hinges of History), в которой автор рассказывает об основах западной цивилизации.

## Ранний период жизни
Кэхилл родился в Бронксе 29 марта 1940 года. Его отец, Патрик, работал руководителем страховой компании. его мать, Маргарет (Бакли), была домохозяйкой. Кэхилл учился в средней школе Regis High School на Манхэттене, где изучал древнегреческий и латынь. Он продолжил изучение греческой и латинской литературы, а также средневековой философии, Священного Писания и теологии в Фордхэмском университете . В 1964 году он получил степень бакалавра искусств в области классической литературы и философии, а в следующем году получил степень по религиозной философии, чтобы стать священником-иезуитом. В конце концов он решил не стремиться к священству и в 1968 году завершил свое образование степенью магистра в области кино и драматической литературы в Колумбийском университете.

## Карьера
Кэхилл прожил в Ирландии 18 месяцев с 1970 по 1971 год, чтобы провести исследование для составления «Литературного путеводителя по Ирландии» для Scribner’s. После возвращения в США он преподавал в Фордхэмском университете и Университете Сетон-Холл (Seton Hall University). В начале 1970-х годов он вместе со своей женой, которая также была писательницей и антропологом, написал две книги. В 1976 году супруги основали Cahill and Company компанию по доставке книг по почте. Кэхилл работал корреспондентом лондонской The Times по вопросам образования в Северной Америке и в течение многих лет регулярно писал статьи в Los Angeles Times Book Review. Он также был автором журнала Irish America. Его рукопись книги «Как ирландцы спасли цивилизацию: нерассказанная история героической роли Ирландии от падения Рима до расцвета средневековой Европы» (How the Irish Saved Civilization: The Untold Story of Ireland’s Heroic Role From the Fall of Rome to the Rise of Medieval Europe) была отклонена пятью издательствами, прежде чем она была принята в Doubleday в 1991 году. После публикации четыре года спустя было продано около двух миллионов книг, и Кэхилл почти два года находился в списке бестселлеров по версии The New York Times. Книга задумывалась как первая в серии из семи частей под названием «Петли истории» (The Hinges of History). Кэхилл успел завершить шесть книг из семи.
Готовясь к написанию книги «Дары евреев» (The Gifts of the Jews,1998) Кэхилл изучал Священные Писания в Нью-Йоркской объединенной теологической семинарии. Он также провел два года в Еврейской теологической семинарии, где изучал иврит и Танах. Помимо иврита, он читал на французском, итальянском и немецком языках. В 1999 году Кэххилу была присвоена степень почетного доктора Университета Альфреда (Alfred University) в Нью-Йорке. Прежде чем уйти на пенсию и полностью посвятить себя писательству, Кэхилл в течение шести лет был директором отдела религиозных публикаций в Doubleday.
Книга Кэхилла «Святой в камере смертников: история Доминика Грина» (A Saint on Death Row: The Story of Dominique Green) отходит от серии «Петли истории». В книге рассказана история Доминика Грина, молодого человека из Хьюстона, приговоренного к смертной казни в Техасе. Арестованный в восемнадцать лет за убийство человека во время ограбления возле круглосуточного магазина в Хьюстоне, Грин признал, что принимал участие в ограблении, но настаивал, что не нажимал на курок. Кэхилл впервые услышал о Грине от судьи Шейлы Мерфи, которая работала над апелляцией по делу. Она попросила его посетить Грина, что он и сделал в декабре 2003 года. Кэхилл присоединился к безуспешной борьбе за жизнь Грина. Он даже получил поддержку героя Грина, Десмонда Туту, и тот совершил исторический визит к Доминику, публично прося власти о помиловании заключённого. Грин был казнен в возрасте 30 лет 26 октября 2004 года, проведя двенадцать лет в камере смертников.
В 2009 году Кэххилу была присвоена Межконфессиональная премия Джеймса Паркса Мортона.

## Личная жизнь
Кэхилл женился на Сьюзан Нойнциг в 1966 году. Они оставались вместе до его смерти. У них родилось двое детей: Джозеф и Кристин. Кэхилл умер во сне 18 октября 2022 года в своем доме на Манхэттене. Ему было 82 года. Причина смерти — сердечный приступ.

## Публикации
- Big City Stories by Modern American Writers, with Susan Cahill, Bantam, 1971. ISBN 9780553029451
- A Literary Guide to Ireland, with Susan Cahill, Scribner, 1973. ISBN 9780684130309ISBN 9780684130309
- Looking for Books: How to Find Hard-to-Find Books, Ampersand, 1988. ISBN 9780943119021ISBN 9780943119021
- Jesus' Little Instruction Book, Bantam, 1994. ISBN 9780553374339ISBN 9780553374339
- Pope John XXIII, Viking, 2002. ISBN 9780753817032ISBN 9780753817032
- A Saint on Death Row, from Nan A. Talese/Random House, March 2009. ISBN 9780385520195ISBN 9780385520195

### Серия«Петли истории» (The Hinges of History)
- How the Irish Saved Civilization, Nan A. Talese/Doubleday, 1995. ISBN 9780385418492ISBN 9780385418492
- The Gifts of the Jews, Nan A. Talese/Doubleday, 1998. ISBN 9780385482493ISBN 9780385482493.
- Desire of the Everlasting Hills: The World Before and After Jesus, Nan A. Talese/Doubleday, 1999. ISBN 9780385482516ISBN 9780385482516
- Sailing the Wine-Dark Sea: Why the Greeks Matter, Nan A. Talese/Doubleday, 2003. ISBN 9780385495530ISBN 9780385495530
- Mysteries of the Middle Ages: The Rise of Feminism, Science, and Art from the Cults of Catholic Europe, Nan A. Talese/Doubleday, 2006; some printings are called Mysteries of the Middle Ages: And the Beginnings of the Modern World. ISBN 9780385495561ISBN 9780385495561
- Heretics and Heroes: Ego in the Renaissance and the Reformation (2013). ISBN 9780385534161ISBN 9780385534161

### Издания на русском языке
- Томас Кахилл. Греческое наследство: Чем цивилизация Запада обязана эллинам. — Амфора, 2006. — 266 с.
- Томас Кахилл. Дары евреев. — Amfora, 2005. — 266 с. — ISBN 978-5-94278-912-1.